# الأغذية المعدلة وراثيا في آسيا
تُعد الهند والصين أكبر منتجي  للمنتجات المعدلة وراثيًا في آسيا.  تقتصر الهند حاليًا على زراعة القطن المعدل وراثيًا فقط، بينما تنتج الصين أصنافًا معدلة وراثيًا من القطن والحور والبتونيا والطماطم والبابايا والفلفل الحلو. تكلفة تطبيق اللوائح في الهند أعلى عمومًا، ربما بسبب التأثير الأكبر للمزارعين وشركات البذور الصغيرة على صناع السياسات، في حين كان التطبيق أكثر فعالية في الصين. كانت الدول الآسيوية الأخرى التي زرعت محاصيل معدلة وراثيًا في عام 2011 هي باكستان والفلبين وميانمار. صودق على تسويق المحاصيل المعدلة وراثيًا في بنغلاديش في عام 2013 وفي فيتنام وإندونيسيا في عام 2014.

## الصين
لقد كان الأمن الغذائي يشكل أولوية قصوى للسلطات الصينية لآلاف السنين ولا يزال كذلك حتى اليوم. وتقول إحدى الأمثال الصينية إن «الناس يعتبرون الطعام جنتهم» (民以食为天). تمر المحاصيل المعدلة وراثيًا في الصين بثلاث مراحل من التجارب الميدانية (اختبار ميداني استرشادي، واختبار الإطلاق البيئي، واختبار ما قبل الإنتاج) قبل تقديمها إلى مكتب إدارة السلامة البيولوجية للهندسة الوراثية الزراعية (OAGEBA) للتقييم. يجب على المنتجين التقدم بطلب إلى OAGEBA في كل مرحلة من مراحل الاختبارات الميدانية. طورت وزارة العلوم والتكنولوجيا الصينية أول لوائح السلامة البيولوجية للمنتجات المعدلة وراثيًا في عام 1993 وحُدثت في عام 2001. تُقيم لجنة السلامة البيولوجية الوطنية المكونة من 75 عضوًا جميع الطلبات، على الرغم من أن OAGEBA لديها القرار النهائي. يشارك معظم أعضاء اللجنة الوطنية للسلامة البيولوجية في التكنولوجيا الحيوية مما أدى إلى انتقادات مفادها أنهم لا يمثلون مجموعة واسعة بما فيه الكفاية من المخاوف العامة.

## الهند
يخضع إطلاق المحاصيل المعدلة وراثيًا في الهند لقانون حماية البيئة الهندي، الذي صدر عام 1986. تقوم لجنة السلامة البيولوجية المؤسسية (IBSC) ولجنة مراجعة التلاعب الجيني (RCGM) ولجنة الموافقة على الهندسة الوراثية (GEAC) بمراجعة أي كائن معدّل وراثيًا سيُطلق، مع احتياج المحاصيل المعدلة وراثيًا أيضًا إلى إذن من وزارة الزراعة. وافقت الجهات التنظيمية الهندية على تسويق الباذنجان المعدل وراثيًا (Bt) في أكتوبر 2009. وفي أعقاب معارضة بعض العلماء والمزارعين والجماعات البيئية، فُرض وقف مؤقت على إطلاقه في فبراير2010.

## اليابان
تنظم قانونان سلامة الغذاء وجودته في اليابان، قانون صحة الغذاء الصادر عام 1947 وقانون توحيد معايير المنتجات الزراعية والغابات ووضع العلامات المناسبة عليها الصادر عام 1950. وقد عُدل وتحديث قانون صحة الغذاء عدة مرات؛ حيث مُرّر تعديل يتعلق بالموافقة المسبقة على تسويق الكائنات المعدلة وراثيًا ووضع العلامات عليها في عام 2000 ودخل حيز التنفيذ في عام 2001. كما أصدرت اليابان قوانين لتنفيذ بروتوكول قرطاجنة للسلامة البيولوجية في سبتمبر 2003 والذي دخل حيز التنفيذ في فبراير 2004 - قانون الحفاظ على التنوع البيولوجي واستخدامه المستدام من خلال اللوائح الخاصة باستخدام الكائنات الحية المعدلة وراثيًا (القانون رقم 97 لعام 2003).:6
تنقسم سلطة الموافقات على الاستخدامات المختلفة للكائنات المعدلة وراثيًا في اليابان. وزارة البيئة لديها الموافقة النهائية على جميع استخدامات الكائنات المعدلة وراثيًا، ولكن المحاصيل للاستخدام التجاري واللقاحات الحية للحيوانات تمر أولاً عبر وزارة الزراعة والغابات ومصايد الأسماك؛ الفيروسات المستخدمة في العلاج الجيني والتطبيقات الطبية الأخرى تمر أولاً عبر وزارة الصحة والعمل والرفاهية؛ التجارب الميدانية للمحاصيل المعدلة وراثيًا والحمض النووي المعاد تركيبه المستخدم في أبحاث التكنولوجيا الحيوية تمر أولاً عبر وزارة التعليم والثقافة والرياضة والعلوم والتكنولوجيا؛ والاستخدامات في عملية إنتاج الإنزيمات الصناعية وما إلى ذلك تمر عبر وزارة الاقتصاد والتجارة والصناعة.:8
لم توافق اليابان على زراعة أي محاصيل معدلة وراثيًا في اليابان، ولكنها تسمح باستيراد المنتجات الزراعية المصنوعة من المحاصيل المعدلة وراثيًا والأغذية المصنوعة من مكونات معدلة وراثيًا مستوردة. ومع ذلك، تسمح اليابان بزراعة الزهور المعدلة وراثيًا (على سبيل المثال الورود الزرقاء).:3
يجب أن تخضع الأطعمة المعدلة وراثيًا لتقييم السلامة قبل منحها شهادة التوزيع في السوق المحلية. تُجري لجنة سلامة الغذاء (FSC) تقييمات مخاطر سلامة الغذاء والأعلاف.
يجب وضع ملصقات على بعض الأطعمة المعدلة وراثيًا، ولكن هذا يقتصر على المنتجات الزراعية المعدلة وراثيًا، والتي تشمل فول الصويا والذرة والبطاطس وبذور اللفت وبذور القطن والبرسيم والبنجر، ويقتصر على 32 نوعًا من الأطعمة المصنعة التي تحتوي على فول الصويا والذرة والبطاطس والبرسيم والبنجر، والتي لا يزال الحمض النووي المعاد تركيبه أو البروتين الناتج موجودًا فيها حتى بعد المعالجة. ومع ذلك، لا يلزم وضع ملصقات على الأطعمة المصنعة التي يذوب فيها الحمض النووي المؤتلف أو البروتين أو يُزال أثناء المعالجة، مثل صلصة الصويا وزيت فول الصويا ورقائق الذرة وهلام الدخن وزيت الذرة وزيت بذور اللفت وزيت بذور القطن وغيرها.
لا تشترط اليابان إمكانية التتبع، وتسمح بوضع ملصقات سلبية («خالية من الكائنات المعدلة وراثيًا» وما شابه ذلك).

## الفلبين
لقد حظرت الفلبين مؤخرا جميع الكائنات المعدلة وراثيا، مما أدى إلى إلغاء اللوائح الحالية لوزارة الزراعة. وفي 17 مايو/أيار 2013، تقدمت منظمة السلام الأخضر البيئية في جنوب شرق آسيا وائتلاف المزارعين والعلماء ماسيباج بعريضة تطالب محكمة الاستئناف بوقف زراعة الباذنجان المعدل وراثيا في حقول الاختبار، قائلين إن التأثيرات المترتبة على مثل هذا المشروع على البيئة والمحاصيل المحلية والصحة البشرية لا تزال غير معروفة. منحت محكمة الاستئناف الالتماس، مستشهدة بمبدأ الحيطة الذي ينص على أنه «عندما قد تؤدي الأنشطة البشرية إلى تهديدات بأضرار جسيمة لا رجعة فيها للبيئة والتي يمكن تصديقها علميًا ولكنها غير مؤكدة، يجب اتخاذ إجراءات لتجنب أو تقليل التهديد». قدم المدعى عليهم طلبًا لإعادة النظر في يونيو 2013 وفي 20 سبتمبر 2013، اختارت محكمة الاستئناف تأييد قرارها الصادر في مايو قائلة إن التجارب الميدانية على الباذنجان المعدل وراثيًا تنتهك الحق الدستوري للشعب في "بيئة متوازنة وصحية". أوقفت المحكمة العليا يوم الثلاثاء 8 ديسمبر 2015 بشكل دائم الاختبارات الميدانية لباذنجان Bt (Bacillus thuringiensis) talong (الباذنجان)، مؤيدة قرار محكمة الاستئناف الذي أوقف التجارب الميدانية للباذنجان المعدل وراثيًا. كما اتخذت المحكمة العليا في الفلبين خطوة غير مسبوقة وأبطلت الأمر الإداري الصادر عن وزارة الزراعة والذي يسمح باختبار الكائنات المعدلة وراثيًا في الميدان ونشرها وتسويقها واستيرادها.